# Nora Fingscheidt
Nora Fingscheidt (Braunschweig, 17 febbraio 1983) è una regista e sceneggiatrice tedesca.

## Biografia
Nora Fingscheidt ha frequentato la scuola a Braunschweig e in Argentina. Nel 2003 si è trasferita a Berlino e si è formata presso la Filmarche. Parallelamente, ha iniziato a dirigere i suoi primi corti cinematografici. Dal 2008 al 2017 ha studiato regia presso la Filmakademie Baden-Württemberg. Durante questo periodo ha continuato a realizzare corti, molti dei quali presentati al Filmfestival Max Ophüls Preis. A tale manifestazione ha vinto il Premio per il documentario nel 2017 con Ohne diese Welt.
Nel 2019 è la volta del suo primo lungometraggio, Systemsprenger, che viene presentato al Festival di Berlino 2019. Il film vince il premio Alfred Bauer e il Premio dei lettori del Berliner Mongerpost. La pellicola viene inoltre scelta come proposta tedesca per l'Oscar al miglior film internazionale, senza però essere candidata. In occasione del Deutscher Filmpreis 2020 il film riceve otto statuette, inclusa la Miglior regia e la Miglior sceneggiatura per Fingscheidt.
Successivamente si dedica alla regia del suo primo film in lingua inglese, The Unforgivable, che ha per protagonista Sandra Bullock e che viene distribuito su Netflix nel 2021. Tre anni più tardi dirige The Outrun, basato sul libro autobiografico Nelle isole estreme di Amy Liptrot, con protagonista Saoirse Ronan. Il film viene presentato al Sundance Film Festival e nella sezione "Panorma" del Festival di Berlino.

## Filmografia

### Regista
- Systemsprenger (2019)
- The Unforgivable (2021)
- The Outrun (2024)

### Sceneggiatrice
- Systemsprenger (2019)
- The Outrun (2024)